# Ammotrophus platyterus
Ammotrophus platyterus is een zee-egel uit de familie Clypeasteridae.
De wetenschappelijke naam van de soort werd in 1928 gepubliceerd door Hubert Lyman Clark.